# Rivas-Vaciamadrid
Rivas-Vaciamadrid település Spanyolországban, Madrid tartományban. Rivas-Vaciamadrid Madrid, Getafe, San Martín de la Vega, Arganda del Rey, Velilla de San Antonio, Mejorada del Campo, San Fernando de Henares, Vicálvaro és Villa de Vallecas községekkel határos. Lakosainak száma 101 949 fő (2024).

## Népesség
A település népessége az utóbbi években az alábbiak szerint változott:
| Lakosok száma | 32 228 | 45 099 | 59 426 | 68 405 | 75 444 | 80 483 | 83 767 | 88 150 | 96 690 | 101 949 |
|               | 2001   | 2004   | 2007   | 2009   | 2012   | 2014   | 2017   | 2019   | 2022   | 2024    |